# Бобокалонов, Пулат
Пулат Бобокалонов (1899, Ходжент, Самаркандская область — 1959, Ленинабад) — советский хозяйственный, государственный и политический деятель, Герой Социалистического Труда.

## Биография
Родился в 1899 году в Ходженте. Член ВКП(б) с 1929 года.
С 1916 года — на хозяйственной, общественной и политической работе. В 1916—1959 гг. — хлопкороб, активный участник коллективизации и колхозного движения в Таджикской ССР, председатель совета колхозов Ленинабадской области, председатель колхоза имени Будённого, бригадир колхоза «Коминтерн», заместитель председателя ЦИК Таджикской ССР, начальник водхоза Ленинабадской области, народный комиссар земледелия Таджикской ССР, председатель колхоза имени Сталина Ленинабадского района Ленинабадской области, мастер хлопка Таджикской ССР.
Указом Президиума Верховного Совета СССР от 1 марта 1948 года за «получение высокого урожая хлопка при выполнении колхозом обязательных поставок и натуроплаты за работу МТС в 1947 году и обеспеченности семенами зерновых культур для весеннего сева 1948 года» присвоено звание Героя Социалистического Труда с вручением ордена Ленина и золотой медали «Серп и Молот».
Этим же Указом были удостоены звания Героя Социалистического Труда звеньевые Джурабай Атаев, Муллорозик Бободжанов, Рахматбой Султанов, Гадойбой Юлдашев и бригадир Хосият Миралимова.
Избирался депутатом Верховного Совета СССР 1-го, 2-го и 3-го созывов от Ленинабадского сельского округа Таджикской ССР.
Умер в 1959 году в Ленинабаде.